# Family Bible
Family Bible è il venticinquesimo album in studio del cantante di musica country statunitense Willie Nelson, pubblicato nel 1980.

## Tracce
1. By the Rivers of Babylon
2. Stand by Me
3. It Is No Secret (What God Can Do)
4. There Shall Be Showers of Blessings
5. Softly and Tenderly
6. Tell It to Jesus
7. Family Bible
8. In God's Eyes
9. Revive Us Again
10. An Evening Prayer
11. Kneel at the Feet of Jesus